# Pratama Arhan
Pratama Arhan Alif Rifai (* 21. Dezember 2001 in Blora) ist ein indonesischer Fußballspieler.

## Karriere

### Verein
Das Fußballspielen lernte Pratama Arhan in den Mannschaften von SSB Terang Bangsa, SBJL Terbang und PSIS Semarang. Seinen ersten Vertrag unterschrieb er am 1. Januar 2020 bei seinem Jugendverein Semarang. Der Verein aus der Hafenstadt Semarang spielte in der ersten indonesischen Liga. Für Semarang absolvierte er neun Erstligaspiele. Im März 2022 ging er nach Japan, wo er einen Vertrag bei Tokyo Verdy unterschrieb. Der Verein aus der Präfektur Tokio spielt in der zweiten Liga des Landes. Dort kam er bisher zu einem Ligaspiel am 6. Juli gegen Tochigi SC, beim 1:0-Auswärtssieg wurde Arhan zur Halbzeit ausgewechselt. Am Ende der Saison 2023 wurde er mit Verdy Tabellendritter. In den Aufstiegsspielen konnte man sich zwar durchsetzen und stieg in die erste Liga auf, doch Arhan verließ Ende Januar 2024 den Verein nach nur vier Pflichtspielen in zwei Jahren und schloss sich in Südkorea dem Erstligisten Suwon FC an. Für den Verein aus Suwon stand er zweimal in der ersten Liga auf dem Spielfeld. Nach einer Spielzeit wechselte er im Januar 2025 nach Thailand. Hier unterschrieb er in der Hauptstadt Bangkok einen Vertrag beim Erstligisten Bangkok United. Am Ende der Saison 2024/25 feierte er mit Bangkok die Vizemeisterschaft.

### Nationalmannschaft
Pratama Arhan spielte 2020 achtmal in Freundschaftsspielen in der indonesischen U-19-Nationalmannschaft. Mit der U-23-Auswahl kam er zweimal in Qualifikationsspielen zur Asienmeisterschaft gegen Australien zum Einsatz. Sein Länderspieldebüt für die A-Nationalmannschaft gab er am 25. Mai 2021 in einem Freundschaftsspiel gegen Afghanistan (2:3).

## Erfolge
Bangkok United
- Thailändischer Vizemeister: 2024/25

## Sonstiges
Pratama Arhan ist der Bruder von Dimas Saputra.